# Paraboláni
Paraboláni (starořecky Παράβολοι, Paráboloi, nebo Παραβολᾶνοι, Parabolánoi, znamená „ti, kteří riskují svůj život“) bylo první křesťanské bratrstvo, které se podílelo na provozu špitálů, pomoci potřebným a pohřbívání mrtvých.

## Historie
Bratrstvo se poprvé zformovalo během velké morové rány v Alexandrii během episkopátu Dionýsia Velikého (druhá polovina třetího století). Jejich jméno bylo odvozeno ze skutečnosti, že se vystavují nakažlivým chorobám, čili že riskují svůj život. Lze je považovat nejen za předchůdce oblíbených středověkých bratrstev, ale také za ranou formu terénní sociální práce, neboť jejich úkolem bylo vyhledávat potřebné a přivádět je do xenodochií. Kromě pohřbívání zesnulých a pomoci bližním fungovali také jako osobní stráž biskupa.

## Paraboláni ve filmu
Paraboláni se objevují v historickém snímku Agora režiséra Alejandra Amenábara z roku 2009. Hlavní postava filmu Hypatia (Rachel Weiszová) je v závěru filmu parabolány ukamenována jako čarodějnice.